# Nasrin Abdalla
Nasrin Abdalla (...) è una generale curda.
Come comandante curdo dell'Unità di Protezione delle Donne (Yekîneyên Parastina Jin, YPJ) che sta combattendo nella zona di guerra tra Siria e Turchia, nota come Rojava, ha acquisito grande popolarità in Francia e in Italia grazie agli incontri avuti nel febbraio 2015 a Parigi e nel giugno 2015 a Roma. I numerosi interventi pubblici sono finalizzati a sensibilizzare l'opinione pubblica e la comunità internazionale affinché non lascino soli i guerriglieri curdi nella guerra contro lo Stato Islamico .

## Zerocalcare e Comandante Nasrin
Zerocalcare ha prodotto per la rivista Internazionale un reportage a fumetti dedicato alla Rojava e alla figura di Nasrin Abdalla.